# 다쿠시
다쿠시(일본어: 多久市)는 일본 사가현 중앙부에 있는 시이다.

## 지리
사가시에서 서쪽으로 약 25km, 우시즈강가의 분지에 있고 분지의 중심이 시가지이다. 산으로 둘러싸인 지형이지만 동쪽은 평지가 계속되고 다른 방향에서도 낮은 고개로 통한다.

## 인접하는 자치체
- 오기시
- 가라쓰시
- 이마리시
- 다케오시
- 기시마군 오마치정·고호쿠정

## 역사
- 1954년 5월 1일 - 기타타쿠정·미나미타쿠촌·히가시타쿠촌·니시타쿠촌·다쿠촌이 대등 합병해 다쿠시가 성립하였다.

## 산업
근대 이후에는 석탄 산업으로 번창했지만 에너지 사정의 변화로 시내의 탄광은 모두 폐광했다. 나가사키 자동차도와 가까운 지리적 이점을 살려 철거지를 공업단지로 재생을 도모하고 있다.

## 교통

### 철도
- 규슈 여객철도 가라쓰선

### 도로
- 나가사키 자동차도
- 국도 203호선

## 자매 도시
- 중국 산둥성 취푸시(1993년 11월 2일)